# Thornton (Buckinghamshire)
Thornton è un villaggio e parrocchia civile dell'Inghilterra, appartenente alla contea del Buckinghamshire.